# Big Daddy Kane
Antonio Hardy (n. 10 septembrie 1968), mai cunoscut sub numele său de scenă Big Daddy Kane, este un rapper și actor american câștigător al premiilor Grammy, care și-a început cariera în 1986 ca membru al colectivului de rap Juice Crew. Este considerat  unul dintre cei mai influenți și mai pricepuți MC în hip hop.